# John F. Wippel
John Francis Wippel (Pomeroy, 21 agosto 1933 – Washington, 11 settembre 2023) è stato un presbitero statunitense della Chiesa cattolica. È uno dei più importanti studiosi del XXI secolo della metafisica di Tommaso d'Aquino.
Nel 1981 vinse il Premio Cardinale Mercier, quindi due borse di studio del National Endowment for the Humanities e poi fu nominato professore della Pontificia accademia di San Tommaso d'Aquino. Dal 2001 fu docente di filosofia presso l'Università Cattolica d'America a Washington, D.C., nella cattedra intitolata in onore di Theodore Basselin.

## Biografia
John F. Wippel conseguì il Bachelor of Arts nel 1955 e il Master of Arts nel '56 presso l'Università Cattolica d'America, mentre era seminarista al Theological College dello stesso ateneo. Il 28 maggio 1960 fu ordinato sacerdote.
Dopo aver conseguito la Licenza in Teologia Sacra nel '60, Wippel completò il dottorato in filosofia presso l'Università cattolica di Lovanio sotto la supervisione Fernand van Steenberghen, presentando la sua dissertazione dopo soli due anni e ottenendo la summa cun laude. Fu invitato a sostenere l'esame di abilitazione all'insegnamento delle lettere classiche nelle scuole secondarie (Agrégation de Lettres classiques), presso la Scuola "San Tommaso d'Aquino" dell'Università cattolica di Lovanio, dove nel 1981 si laureò con una tesi sul pensiero metafisico di Goffredo di Fontaines.

## Premi e riconoscimenti
- Borsa di studio Basselin (Università cattolica d'America), 1953–1956
- Borsa di studio Penfield (Università cattolica d'America) 1961-1963 (per gli studi di dottorato a Lovanio)
- Borsa di studio del National Endowment per il più giovano laureato in materie umanistiche, 1970–1971
- Maître-Agrégé di Louvain-la-Neuve
- Premio Cardinal Mercier di Lovanio, maggio 1981, per il miglior libro su un tema metafisico nei due anni precedenti (con il titolo 'The Metaphysical Thought of Godfrey of Fontaines)
- Borsa di studio del National Endowment per lo studio e la ricerca indipendente nelle materie umanistiche (anno accademico 1984-1985)
- Medaglia d'Aquino 1999. Associazione filosofica cattolica americana
- Premio per la ricerca  borsa di studio dell'Associazione Alumni dell'Università Cattolica d'America, 27 ottobre 2001.
- fellow e professore ordinario della Pontificia Accademia San Tommaso d'Aquino, 8 febbraio 2003.
- Dottorato honoris causa in Lettere e Studi Medievali, conferito dal Pontificio Istituto di Studi Medievali, Toronto, 1 ottobre 2005.
- Premio Provost dell'Università Cattolica d'America, 4 maggio 2006.

## Opere selezionate

### Libri
- The Metaphysical Thought of Godfrey of Fontaines: A Study in Late Thirteenth-Century Philosophy (Washington: Catholic University of America Press, 1981)
- Metaphysical Themes in Thomas Aquinas (Washington: Catholic University of America Press, 1984)
- Boethius of Dacia: On the Supreme Good, On the Eternity of the World, On Dreams (1987)
- Medieval Reactions to the Encounter between Faith and Reason (1995)
- The Metaphysical Thought of Thomas Aquinas (Washington: Catholic University of America Press, 2000)
- Metaphysical Themes in Thomas Aquinas II (Washington: Catholic University of America Press, 2007)
- Metaphysical Themes in Thomas Aquinas III (Washington: Catholic University of America Press, 2020)

### Articoli
- “Thomas Aquinas and the Unity of Substantial Form.” In Philosophy and Theology in the Long Middle Ages: A Tribute to Stephen F. Brown, edited by Kent Emery, Jr., Russell L. Friedman, and Andreas Speer, 117–54. Leiden and Boston: Brill, 2011.
- “Godfrey of Fontaines at the University of Paris in the Last Quarter of the Thirteenth Century. In Nach der Verurteilung von 1277: Philosophie und Theologie an der Universität von Paris im letzten Viertel des 13. Jahrhunderts, Studien und Texte, edited by Jan Aertsen, Kent Emery, and Andreas Speer, 359–89. Miscellanea Mediaevalia 28. Berlin and New York: Walter de Gruyter, 2001.
- “Thomas Aquinas and the Condemnation of 1277.” The Modern Schoolman 72 (1995): 233–72.
- “Thomas Aquinas on the Distinction and Derivation of the Many from the One: A Dialectic between Being and Nonbeing.” The Review of Metaphysics 38 (1985): 563–90.
- “Godfrey of Fontaines and the Act-Potency Axiom.” Journal of the History of Philosophy 11 (1973): 299–317.